# Devolució de poders
La delegació (o devolució o transferència) de poders o descentralització és l'organització constitucional de les competències administratives i governamentals dels Estats caracteritzat per una divisió i/o acte de compartir aquestes competències entre els dos nivells de govern: el central i el regional.

Diversos Estats europeus han aplicat aquesta forma de govern intern basada en la devolució de poders a les regions com ara el Regne Unit, Itàlia i Espanya, França i Bèlgica. Però el grau d'autonomia atorgada a les regions varia entre els Estats depenent del rang de les funcions que comparteixen amb el govern central. Bèlgica, per exemple, ja s'ha convertit en un Estat federat, en tot el sentit de la paraula, mentre que França, sovint continua sent classificada com a Estat unitari.
Una de les diferències entre un Estat federat i un Estat amb devolució de poders és l'atribució de l'autonomia: un Estat federat és constituït per un grup de regions plenament autònomes que van cedir algunes atribucions al poder central -com ara la defensa de l'Estat, l'administració dels afers exteriors i la representació unificada a nivell internacional. El poder del govern central és, per tant, limitat. Als Estats amb devolució de poders és el govern central mateix el que cedeix algunes atribucions -més limitades- a les regions que el constitueixen i, en principi, conserva el dret a revocar-les. Aquest és el cas del Regne Unit, Espanya i Itàlia, en què el poder del govern central és ampli, però no pas il·limitat. Si les atribucions de les regions són molt limitades i/o compartides amb el govern central, aquesta forma de devolució de poders es coneix com a regionalisme o descentralització funcional. En un Estat regional, les regions tenen un paper administratiu i no pas un paper governamental ampli i el poder del govern central és il·limitat. Aquest és el cas de França i fins fa poc d'Itàlia.